# 185. strelska divizija (ZSSR)
185. strelska divizija (izvirno rusko 185. стрелковая дивизия; kratica 185. SD) je bila strelska divizija Rdeče armade v času druge svetovne vojne.

## Zgodovina
Divizija je bila ustanovljena septembra 1939 v Belgorodu.